# Alberto Zaccheroni

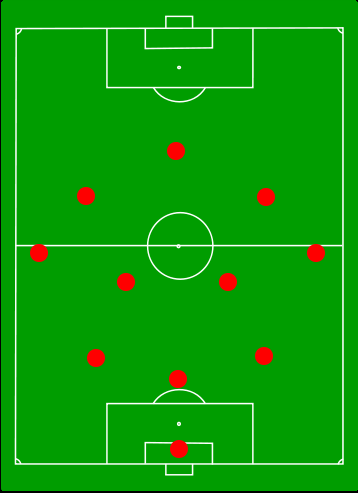
Schema preferată a lui Alberto Zaccheroni, 3-4-3.

Alberto Zaccheroni (pronunție în italiană [alˈbɛrto dzakkeˈroni]; n. 1 aprilie 1953, în Meldola, Emilia-Romagna) este un antrenor italian. Acum se află la conducerea naționalei Japoniei cu care a câștigat Cupa Asiei 2011.
Este cunoscut pentru că a antrenat câteva echipe de top din Serie A și pentru că a câștigat un campionat cu AC Milan în 1999. Este de asemenea cunoscut pentru sistemul său neconvențional 3-4-3.

## Palmares

### Club
Milan
- Serie A: 1998–99

### Țară
Japonia
- Cupa Asiei AFC: 2011

## Legături externe
- Alberto Zaccheroni's record of achievement